# Estádio Manoel Barradas
Das Estádio Manoel Barradas ist ein Fußballstadion in der brasilianischen Stadt Salvador im Bundesstaat Bahia. Es bietet Platz für 35.980 Zuschauer und dient dem Fußballverein EC Vitória als Heimspielstätte.

## Geschichte
Das Estádio Manoel Barradas, oft auch kurz nur Barradão genannt, wurde 1986 fertiggestellt. Am 9. November des Jahres erfolgte die Eröffnung mit einem Spiel zwischen EC Vitória, dem zukünftigen Nutzer der Arena, und dem FC Santos. Bei dem Spiel, das mit 1:1 endete, schoss Dino, ein Spieler des FC Santos, das erste Tor im Stadion. Seit der Eröffnung wird es vom EC Vitória aus Salvador, einer Stadt im nordostbrasilianischen Bundesstaat Bahia und insgesamt drittgrößten Stadt Brasiliens nach São Paulo und Rio de Janeiro, genutzt. Der größte Erfolg des Vereins ist der 25-malige Gewinn der Staatsmeisterschaft von Bahia. In der ersten brasilianischen Liga, der Série A, in der der Verein momentan spielt, war das beste Ergebnis ein zweiter Platz in der Spielzeit 1993 hinter SE Palmeiras. Auch wurde man brasilianischer Vizepokalsieger in der Saison 2010.
Das Estádio Manoel Barradas kann eine Kapazität von 35.980 Zuschauerplätzen aufweisen. Der Zuschauerrekord wurde im Dezember 1993 beim Finalspiel um die brasilianische Meisterschaft aufgestellt, als 78.000 Zuschauer zum Spiel gegen SE Palmeiras ins Stadion kamen. Damals war die zugelassene Kapazität jedoch auch noch etwas höher als heute. Es existieren zurzeit Pläne, die den Bau eines neuen Stadions vorsehen. Die geplante Arena soll Platz bieten für 30.000 Zuschauer, wobei man die Kapazität auch problemlos auf 40.000 erhöhen können soll.

## Galerie

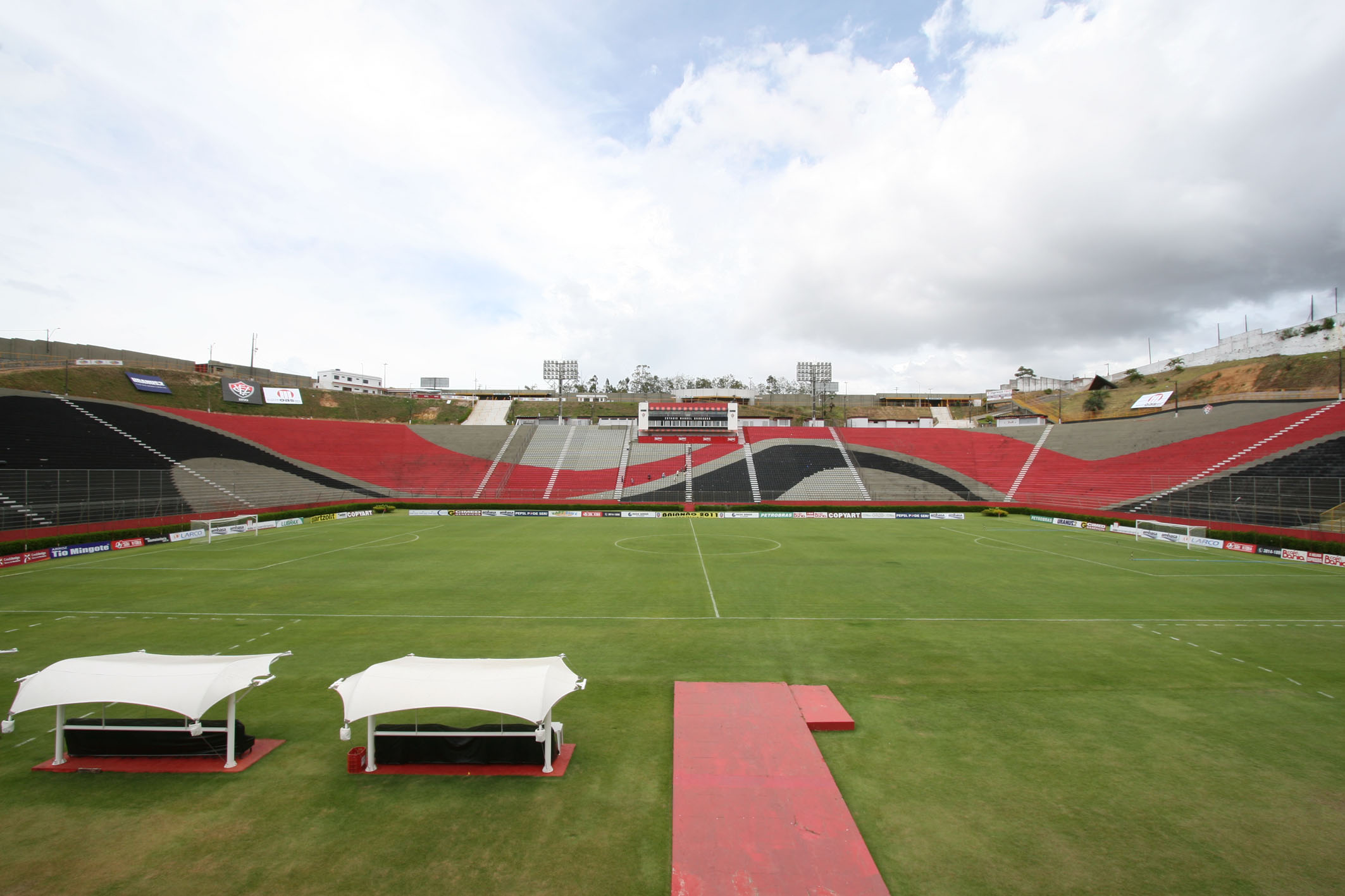
Das Estádio Manoel Barradas